# Dżabal Nafusa
Dżabal Nafusa (arab.: جبل نفوسة, Jabal Nafūsah; berb: Adrar n Infusen) – górzysty płaskowyż w północno-zachodniej Libii.

## Położenie
Dżabal Nafusa leży w północno-zachodniej Libii, w Trypolitanii , biegnąc na wschód przez 190 km od granicy Tunezji do koryta Kiklah i dalej na północny wschód przez 150 km do wzgórz w pobliżu wybrzeża Morza Śródziemnego w Al-Khums, gdzie przechodzi w płaskowyż o szerokości 19–26km .

## Geografia
Dżabal Nafusa to górzysty płaskowyż zbudowany z wapieni, gipsów i piaskowców, wznoszący się na wysokość 600 m n.p.m.  Najwyższe wzniesienia sięgają 968 m n.p.m. 
Wznosi się stromo na północy, a na południu opada łagodnie – za nim rozciąga się szeroki na 100–150 km pas wyżyn, do którego na południu przylega pustynia kamienista Al-Hamada al-Hamra . Charakteryzuje się niższymi temperaturami powietrza niż w pozostałych częściach kraju – średnie roczne temperatury utrzymują się tu w granicach 17–18 °C . W jego wschodniej części odnotowywane są jedne z najwyższych opadów na terenie Libii, przynoszone przez deszczowe wiatry z zachodu i północnego zachodu . Płaskowyż porasta roślinność stepowa . 
Obszar Dżabal Nafusa poprzecinany jest dolinami rzek okresowych, w których dzięki nawadnianiu uprawiane są oliwki i figowce . Ponadto uprawiane są tu także morele, zboża, tytoń oraz ostnica mocna, z której wytwarzane są sznury, buty i papier . 
Główne miasta Dżabal Nafusa to: Nalut, Dżadu, Jafran i Gharjan . 